# K7리그 평택
K7리그 평택(K7 League Pyeongtaek)은 대한민국 경기도 평택시에서 진행되는 축구 대회이다.

## 역사
2017년에 '디비전7 평택시 리그'라는 이름으로 시작되었다. 2017년 시즌부터 단일 권역으로 6개 선수단이 참가하고 있다. 2017년 시즌에는 70분(전·후반 각 35분) 경기로 진행되었다.

## 시즌별 결과
| 시즌   | 권역 | 선수단 | 우승             | 준우승         | 승격              |
| ------ | ---- | ------ | ---------------- | -------------- | ----------------- |
| 2023년 | 1개  | 8팀    | 건종바로인슈즈FC | 평택 신원평 FC | 건종바로인슈즈 FC |

## 같이 보기
- K7리그